# Niki Karimi

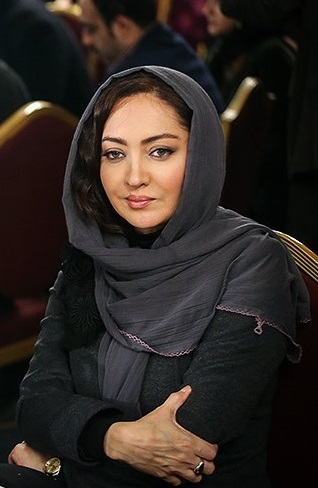
Niki Karimi, 2016

Niki Karimi (persisch نیکی کریمی; * 10. November 1971 in Teheran) ist eine iranische Schauspielerin und Regisseurin.

## Leben
Niki Karimi wuchs in ihrer Geburtsstadt Teheran auf. Schon in ihrer frühen Schulzeit nahm sie am Theaterangebot teil. Der bekannte iranische Schauspieler Jamshid Gorgin wurde während einer Aufführung des Schultheaters auf ihr Talent aufmerksam. 1989 spielte sie in The Temptation (Die Versuchung) ihre erste Rolle in einem Kinofilm. 1990 und 1992 folgten weitere Rollen in Aroos (Die Braut) und Sara. Nach der Produktion von Sara ging sie in die USA um Gestaltung zu studieren. Sie kehrte allerdings bereits 1993 in den Iran zurück um eine Rolle im Kinofilm Pari zu übernehmen.
Als Schauspielerin bekam Karimi mehrere Auszeichnungen im Iran. Auch international wurde sie bekannt. Sie war Mitglied der Jury des Internationalen Filmfestivals von Locarno, des Internationalen Filmfestivals von Thessaloniki, der Berlinale und der 60. Internationalen Filmfestspiele von Cannes.
2001 legte sie mit einem Dokumentarfilm über Unfruchtbarkeit, der den Titel To have or not to have (Haben oder nicht haben) trug, ihr Regiedebüt vor. Für den Film erhielt sie eine Auszeichnung in Teheran. 2005 führte sie erstmals in einem Spielfilm Regie. Das Drama One Night (Eine Nacht) wurde auf 58 Filmfestspielen weltweit gezeigt.
Neben ihrer Tätigkeit als Schauspielerin und Regisseurin ist Niki Karimi als Übersetzerin von englischen Texten ins Persische bekannt.

## Auszeichnungen
- 1992 – Beste Schauspielerin – Drei Kontinente Festival in Nantes
- 1993 – Silberne Muschel (Beste Schauspielerin) – Festival Internacional de Cine de Donostia-San Sebastián
- 2001 – Beste Schauspielerin – Cairo International Film Festival
- 2002 – Beste Schauspielerin – Fajr Film Festival in Teheran

## Filmografie (Auswahl)

### Schauspielerin
Bei folgenden Produktionen wirkte Niki Karimi als Schauspielerin mit. Wenn möglich wird der deutsche, persische und internationale Filmtitel angegeben.
- 1989 – Die Versuchung (The Temptation) – Regie: Jamshid Haidari
- 1990 – Die Braut (Aroos, The Bride) – Regie: Behruz Afkhami
- 1991 – Sara – Regie: Darioush Mehrjouii
- 1993 – Pari – Regie: Darioush Mehrjouii
- 1994 – Der Duft von Joseph’s Hemd (Boo-ye Pirahan-e Yusef, The Scent of Joseph’s Shirt) – Regie: Ebrahim Hatamikia
- 1995 – Minoos Wachturm (Borj-e Minoo, Minoo Watch Tower) – Regie: Ebrahim Hatamikia
- 1997 – Ravani – Regie: Dariush Farhang
- 1997 – Takhti – Regie: Behrouz Afkhami
- 1998 – Zwei Frauen (Do zan, Two Women) –  Regie: Tahmineh Milani
- 2001 – Die verborgene Hälfte (Nimeh-ye penhan, The hidden Half) – Regie: Tahmineh Milani
- 2003 – Die fünfte Reaktion (Vakonesh panjom, The fith Reaction) – Regie: Tahmineh Milani
- 2006 – Wer tötete Amir? (Che kasi Amir ra kosht?, Who killed Amir?) – Regie: Mehdi Karampoor
- 2006 – Wenige Tage später... (Chand rooz ba'd..., A Few Days Later...) – Regie: Niki Karimi
- 2008 – Drei Frauen (3 zan) – Regie: Manijeh Hekmat

### Regisseurin
- 2005 – Eine Nacht (Yek shab, One Night)
- 2006 – Wenige Tage später... (Chand rooz ba'd..., A Few Days Later...)